# Peterskirche (Weinheim)

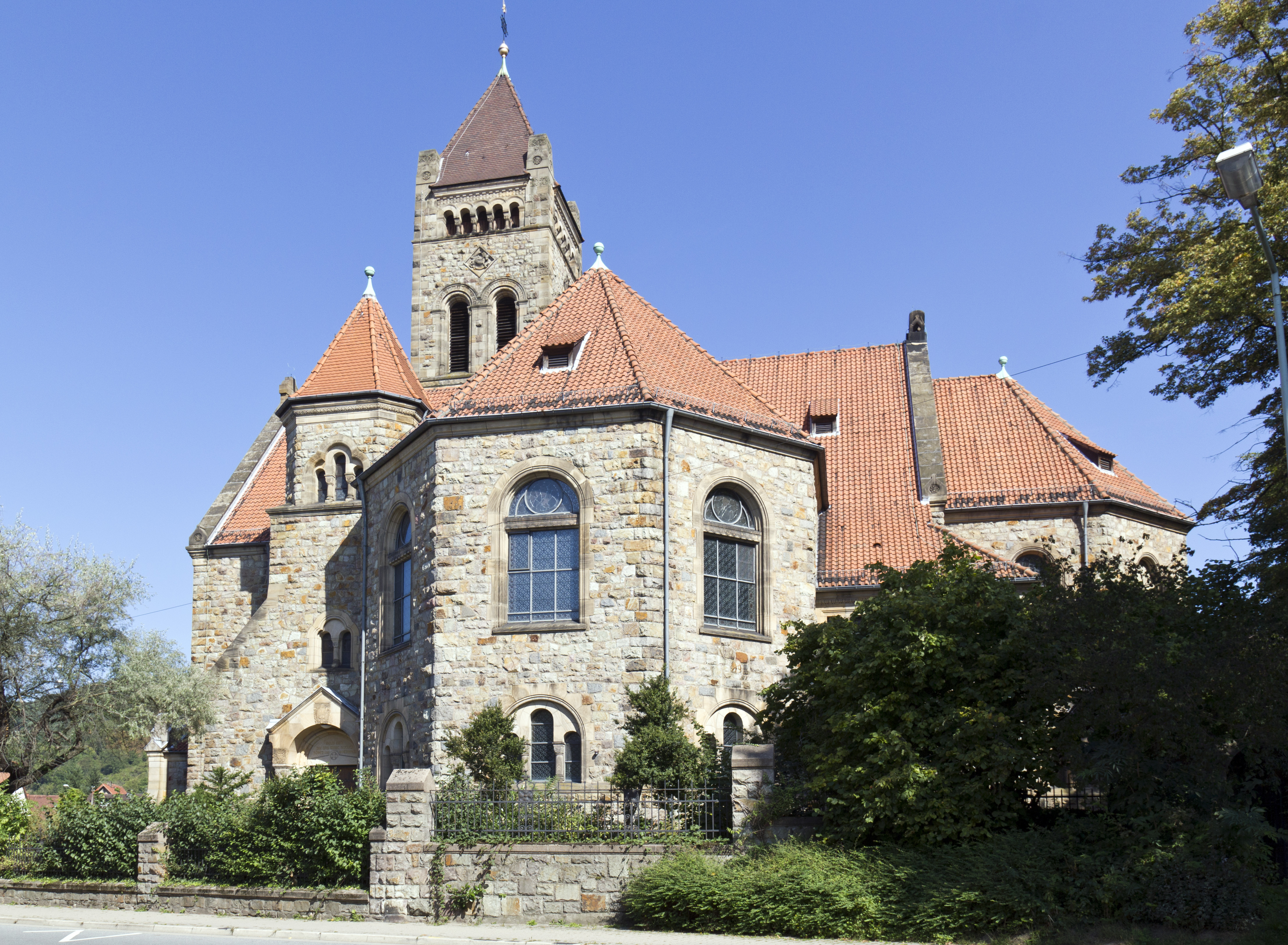
Peterskirche

Die Peterskirche ist eine evangelische Kirche in Weinheim im Nordwesten von Baden-Württemberg.
Die Jugendstilkirche mit neuromanischen Einschlägen wurde 1910–1912 nach Entwurf des Architekten Hermann Behaghel errichtet. Sie ist der Nachfolgebau von mehreren Kirchen, deren älteste nachweisbar um die erste Jahrtausendwende entstand und acht Konfessionswechsel überdauerte.
Die Kirche hat im Schiff 700 und auf den Emporen 630 Sitzplätze. Insgesamt tritt die Peterskirche mit ihrem 48 m hohen Turm trotz einer einfachen architektonischen Durchbildung und trotz ihrer Anpassung an die landschaftliche Umgebung als Monumentbau hervor und verleiht der Umgebung das charakteristische Gepräge.

## Geschichte
Weinheim und die Peterskirche sind eng verknüpft. Bei der ersten urkundlichen Erwähnung Weinheims 755 gab es wohl noch keine Kirche in Weinheim. Hierfür spricht, dass Macharius seinen Weinheimer Besitz der Peterskirche in Heppenheim schenkte. Aus einer Steintafel in der Heppenheimer Peterskirche aus dem Jahre 805 ergibt sich indirekt, dass Weinheim damals ein von Heppenheim unabhängiger eigener Kirchenbezirk war. Die erste bekannte Nachricht über eine Kirche in Weinheim ist die geschichtliche Erwähnung, dass König Ludwig der Deutsche, 861 dem Kloster Wiesensteig eine Kirche in Weinheim schenkte, das damals Vindenheim im Lobdengau genannt wurde.
Es ist zu vermuten, aber nicht bewiesen, dass sie im damaligen Siedlungskern, auf dem Platz der heutigen Peterskirche, stand. Die älteste nachweisbare Kirche am Zusammenfluss von Grundelbach und Weschnitz stand schon um die Jahrtausendwende, etwa in der Zeit, als Kaiser Otto III. Weinheim das Marktrecht nebst Zoll und Bann erteilte.

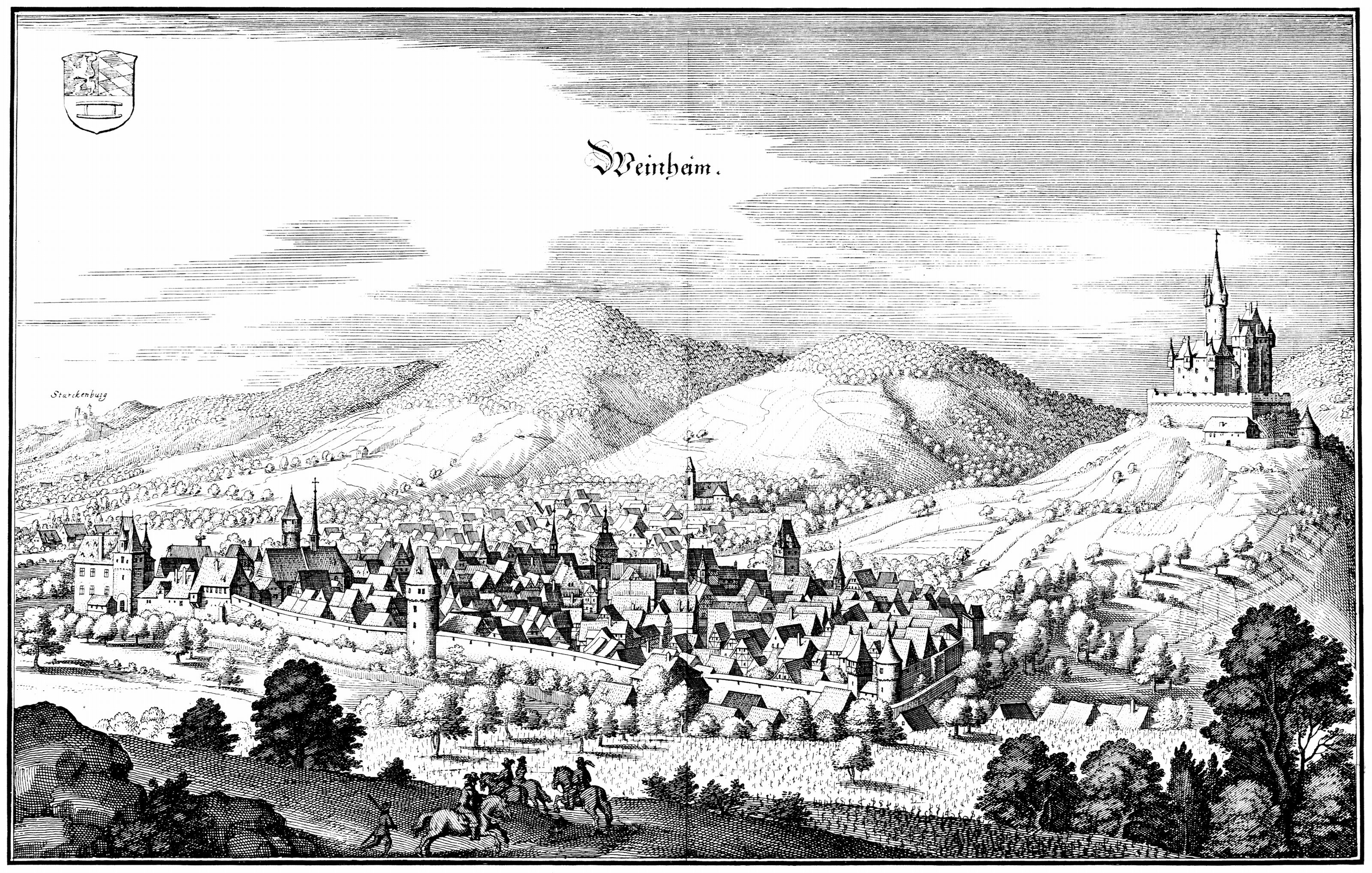
Weinheim-Stich von Matthäus Merian, in der Mitte hinter der ummauerten Neustadt die Peterskirche

Die Funde der ältesten Mauerteile ergaben, dass es wohl ein einschiffiges romanisches Kirchlein von 26 m Länge und 10 m Breite war. Im Westen des Langhauses stand ein viereckiger Turm, schräg mit ungleichen Seiten. Mehrmalige Um- und Anbauten ließen das kleine Kirchlein zu einem stattlichen Bau heranwachsen. So ist sie auf dem Kupferstich von Merian 1621 zu sehen. Hochwässer und Kriegszüge setzten der Kirche zu, besonders dem Turm. Seit der Reformationszeit rissen die Klagen über die Baufälligkeit nicht ab. 1721 wurde die Südwand um 5 m verbreitert. Als der Turm immer stärkere Risse zeigte, musste er 1811 abgebrochen werden. Die Glocken wurden von einem Dachreiter aufgenommen. Der Wunsch nach einer neuen Kirche wurde immer lauter. Als die Gemeinde stark anwuchs und weiteres Wachstum wegen der Industrialisierung zu erwarten war, nahmen die Neubaupläne deutliche Formen an. In der Kirchengemeinde gab es Stimmen für und gegen den Abbruch der Kirche. Der Kirchengemeinderat entschloss sich zum Abriss, am 31. Dezember 1909 hielt Pfarrer Issel den letzten Gottesdienst in der alten Kirche. Beim Abriss im Frühsommer 1910 zeigte sich, dass die Kirche nicht baufällig war, wie von der „Abrissfraktion“ behauptet. Brauchbare Bauteile wurden verkauft und in Weinheimer Häuser eingebaut. Beim Abbruch der Kirche kam auch eine Reihe von Wandmalereien aus dem 14. und 15. Jahrhundert zum Vorschein. Einige der damals geretteten Fresken gingen im Zweiten Weltkrieg in Karlsruhe durch Kriegseinwirkungen verloren. Neun Fresken sind im heutigen Freskenzimmer im Museum der Stadt Weinheim untergebracht. Außerdem wurde eine Reihe von Spolien und Grabplatten gesichert, darunter ein mächtiger Steinsarkophag, Fußbodenplatten und Säulen- und Fensterteile aus romanischer und gotischer Zeit, die sich ebenfalls im Museum befinden. Die Pläne für die neue Peterskirche fertigte Hermann Behaghel an. Am 23. November 1911 wurde das Richtfest gefeiert. Am 27. Oktober 1912 konnte die Kirche eingeweiht werden. Pfarrer Issel schloss die Festpredigt mit dem Hinweis, dass auch für die neue Kirche das Ziel von Gott gesetzt sei: „Was aber bleibt, ist Gott und sein Reich. In ihm sind wir geborgen.“
Bei einer Innenrenovierung im Jahr 1960 wurden große Teile der Jugendstil-Ornamentik weiß überstrichen und die farbig verglasten Fenster hinter dem Altar zugemauert. Erst bei einer Innenrenovierung in den Jahren 2003/2004 wurde der Originalzustand weitgehend wiederhergestellt.

## Patron
Weinheim gehörte zum Bistum Worms. Es war im Mittelalter die kleinste und ärmste Diözese des Reichs und erstreckte sich etwa 150 km von Landstuhl westlich von Kaiserslautern über Worms, Weinheim, Heidelberg, Waibstadt bis ungefähr nach Bad Wimpfen in einem schmalen, 10 bis 30 breiten km Streifen. Die Größe betrug etwa 3300 Quadratkilometer. Eingeteilt war die Diözese in vier Archidiakonate und zehn Dekanate. Weinheim gehörte zum Archidiakonat St. Cyriakus in Neuhausen bei Worms und zum Dekanat Heidelberg. Der Diözesanpatron und Patron der Wormser Domkirche war der Heilige Petrus. Die erste Weinheimer Kirche war ebenfalls dem hl. Petrus geweiht. Alle alten Peterskirchen in der Region gehen wahrscheinlich auf direkte Wormser Gründung zurück.

## Architektur und Ausstattung

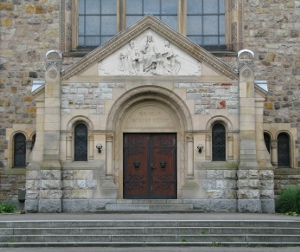
Portal

Der Architekt Hermann Behaghel arbeitete im Rang eines Kirchenoberbaurats bei der staatlichen Kirchenbauinspektion Heidelberg, er baute in dieser Funktion 30 Kirchen in Nordbaden. Die Peterskirche war sein letztes Werk. Die neuromanische Kirche ist trotz einer einfachen Durchbildung ein Monumentalbau.
Die Architekturteile an der Außenseite sind in gelblich geflammtem Sandstein aus den Frankensteiner Brüchen gefertigt. Die Sichtflächen wurden mit unregelmäßigem Batzengemäuer aus Porphyr und Granit verkleidet. Zum Turm gelangt man über eine Wendeltreppe in der Südwestecke. Die gesamte Turmhöhe bis zum Wetterhahn beträgt 48 m. Der Galerieumgang mit freiem Blick über Weinheim befindet sich in 32 m Höhe. Im Giebel der Vorhalle befindet sich ein Relief, das Christus mit den Aposteln Paulus und Johannes zeigt. 
Das Hauptschiff, dessen Abmessung der Längenachse mit dem Altarraum 26 m bei 12,60 m Breite beträgt, wird von dem beiderseits mit drei Seiten des Achtecks abgeschlossenen, ebenfalls 12,60 m breiten Querschiff durchsetzt, wodurch sich in der Mitte eine quadratische Vierung von 15 m Scheitelhöhe bis zum Gewölbeschlussstein bildet. Der Grundriss bildet ein griechisches Kreuz (ein Kreuz mit gleich langen Armen, die sich in der Mitte im rechten Winkel kreuzen).
Der Haupteingang führt durch eine Vorhalle von 6,40 m Breite und 3,50 m Tiefe. Der Mittelgang leitet zum Altar über, in dem Altar, Kanzel und Taufstein untergebracht sind. Sie wurden geschaffen von den Bildhauern Josef Hoffmann (Heidelberg) und Friedrich Hötzer (Sulzfeld) und bestehen aus weißem Sandstein aus den Sandsteinbrüchen von Eltmann am Main. Das Altarkreuz ist aus Eichenholz. Darüber ist ein Mantel aus Rosenholzfurnier gelegt. Die Maserung ist glatt geschnitten, das ganze Kreuz ist dunkel lasiert. Der Ambo und der neue Altartisch sind im Kern aus Holz, aber wertvoll ausgekleidet. Schicht um Schicht wurden verschiedene Blau- und Grüntöne in Fließbandtechnik aufgetragen.

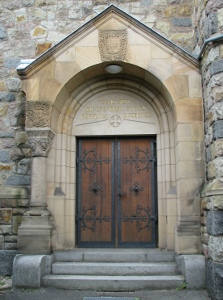
Stadteingang

Die Emporenaufbauten, Treppenaufgänge und alle Gewölbe wurden in Eisenbeton ausgeführt. Die Emporensäulen und die vorderen Brüstungen der Emporen wurden mit Vorsatzbeton überzogen, der bildhauerisch bearbeitet wurde. Weiterhin wurde hellgelber Keupersandstein aus den Brüchen von Dertingen und Kürnbach bei Bretten verwendet. Das Kircheninnere ist so gestaltet, dass es „auf die Stimmung der andächtigen Gemeinde sammelnd und vorbereitend einwirken soll“ (Behaghel).
Die Architektur wird durch die Ausmalung unterstrichen, sie betont das plastische Bild und verstärkt den räumlichen Eindruck. Wände und Gewölbe sind in schlichter Tönung aufeinander abgestimmt. Blau nimmt den größten Flächenanteil ein. Gelb und Gold tauchen an den Stellen auf, die dem Licht ausgesetzt sind. Für die eintretenden Gläubigen ist die malerische Wirkung vom Haupteingang bis zum Altarraum derart gesteigert, dass mit der tieferen Tönung des Gestühls der Abschluss der Orgelempore ihren Höhepunkt erreicht. Der obere Fries ist eine Trennlinie: Darüber ist das Himmlische, darunter das Irdische. Die Gewölbe sind die Gewölbe des Himmels. Das wird mit der blauen Farbe im Gewölbe über der Orgelempore deutlich belegt. Der Himmel über der Orgel betont die Macht und die Größe Gottes.
Davor ist der Triumphbogen über dem Altarraum mit 51 Feldern, die 22 Motive zeigen, darunter immer wieder das griechische Kreuz. Das Kleeblattkreuz ist Symbol für die Dreifaltigkeit. Das Rankenwerk an den Rippen ist voller Symbolik. Schlaufen, Knoten und Sterne zeigen an, dass man im Glauben fest verbunden ist, dass Jesus und seine Jünger Menschenfischer waren und dass seine frohe Botschaft in alle Welt getragen werden soll. Das griechische Kreuz erscheint immer wieder, und die Rosetten im Zentrum der Gewölbe zeugen von der Liebe Gottes. Unten am blauen Sockel ist das Irdische. Die Kapitelle mit unterschiedlichen Darstellungen strahlen Harmonie aus. Die Friese rahmen die Emporen ein. Altarraum und Konfirmandensaal sind durch versenkbare Glaswände getrennt. Der Konfirmandensaal hat 100 Sitzplätze.
Die Kirche hat fünf verschiedene Eingänge, teils mit Vorhalle. Sie sind im Aufbau nach verschiedenen Motiven architektonisch gestaltet. In den Tympanonfeldern sind Bibelzitate aufgeführt. Der sogenannte Stadteingang im Südwesten zeigt das Weinheimer Stadtwappen.

## Orgel
Die Orgel wurde 1967 von der Ludwigsburger Orgelbauwerkstatt E. F. Walcker & Cie. erbaut. Die Schleifladenorgel hat 62 klingende Register auf vier Manualen und Pedal. Die Spieltrakturen und Registertrakturen sind elektrisch. Die von Ernst Karl Rößler aufgestellte Disposition lautet:
| I Hauptwerk C– |                    |       |
| 1.             | Copula (=Nr. 26)   | 16′   |
| 2.             | Rohrpommer         | 16′   |
| 3.             | Prinzipal          | 8′    |
| 4.             | Singend Nachthorn  | 8′    |
| 5.             | Oktave             | 4′    |
| 6.             | Rohrtraverse       | 4′    |
| 7.             | Schwegel           | 2 ⁄3′ |
| 8.             | Oktave             | 2′    |
| 9.             | Großmixtur VI-VIII | 2′    |
| 10.            | Scharf III-IV      | 1⁄2′  |
| 11.            | Cornett IV-V       | 4′    |
| 12.            | Großtrompete       | 16′   |
| 13.            | Trompete           | 8′    |

| II Brust-Schwellpositiv C– |                   |               |
| 14.                        | Copula (=Nr. 26)  | 16′           |
| 15.                        | Musiziergedeckt   | 8′            |
| 16.                        | Weidenflöte       | 8′            |
| 17.                        | Salizional        | 8′            |
| 18.                        | Prinzipal         | 4′            |
| 19.                        | Metallflöte       | 4′            |
| 20.                        | Sesquialter II    | 2 ⁄3′ + 1 3/5 |
| 21.                        | Oktave            | 2′            |
| 22.                        | Dulcian übbl.     | 2′            |
| 23.                        | Quinte            | 1 ⁄3′         |
| 24.                        | Cimbelmixtur V-VI |               |
| 25.                        | Cromorne          | 8′            |
|                            | Tremulant         |               |

| III Schwellwerk C– |                      |       |
| 26.                | Copula               | 16′   |
| 27.                | Bleioktav            | 8′    |
| 28.                | Gedecktflöte         | 8′    |
| 29.                | Gamba                | 8′    |
| 30.                | Violin II            | 8′    |
| 31.                | Octava nazarda       | 4′    |
| 32.                | Trichtergedackt      | 4′    |
| 33.                | Spanische Mixtur III | 2 ⁄3′ |
| 34.                | Singend Nachthorn    | 2′    |
| 35.                | Tritonus Aliquot     |       |
| 36.                | Helle Mixtur V-VIII  | 1 ⁄3′ |
| 37.                | Fagott               | 16′   |
| 38.                | Hautbois             | 8′    |
| 39.                | Clairon              | 4′    |
|                    | Tremulant            |       |

| IV Altar-Positiv C– |                    |        |
| 40.                 | Rohrpommer         | 8′     |
| 41.                 | Quintade           | 8′     |
| 42.                 | Hellflöte          | 4′     |
| 43.                 | Rohrnasat          | 2 ⁄3′  |
| 44.                 | Prinzipal          | 2′     |
| 45.                 | Doppelrohrflöte    | 2′     |
| 46.                 | Terz               | 1 3⁄5′ |
| 47.                 | Nonnenglöcklein II | 1 ⁄3′  |
| 48.                 | Oktave             | 1′     |
| 49.                 | Kleinmixtur IV-V   | 1′     |
| 50.                 | Gemshornregal      | 8′     |
|                     | Tremulant          |        |

| Pedal C– |                  |        |
| 51.      | Untersatz        | 32′    |
| 52.      | Prinzipal        | 16′    |
| 53.      | Subbass          | 16′    |
| 54.      | Copula (=Nr. 26) | 16′    |
| 55.      | Bassoktave       | 8′     |
| 56.      | Rohrgedackt      | 8′     |
| 57.      | Rauschoktave II  | 5 1⁄3′ |
| 58.      | Oberton IV       | 5 1⁄3′ |
| 59.      | Gemsflöte        | 4′     |
| 60.      | Dolkan           | 2′     |
| 61.      | Choralmixtur     | 2′     |
| 62.      | Kontrafagott     | 32′    |
| 63.      | Posaune          | 16′    |
| 64.      | Basstrompete     | 8′     |
| 65.      | Feldtrompete     | 4′     |

- Koppeln: II/I, III/I, IV/I, III/II, IV/II, IV/III, I/P, II/P, III/P, IV/P
- Spielhilfen: sechs General- und zwei geteilte Setzerkombinationen, Pedalkombinationen, Tutti, Crescendowalze

## Glocken
Im 48 m hohen Turm hängt ein fünfstimmiges Geläut von der Glockengießerei Bachert. Nachdem die zwei großen Glocken des ersten dreistimmigen Geläuts aus dem Jahr 1911 im Ersten Weltkrieg für Kriegszwecke eingeschmolzen wurden, kamen 1922 erneut zwei Glocken zur verbliebenen Notglocke hinzu. Auch diese beiden Glocken wurden im Zweiten Weltkrieg wieder eingeschmolzen. Die Notglocke, die zwei Kriege überstanden hatte, schmolz man 1949 für die vier neuen Glocken ein, die im Januar 1950 das erste Mal erklangen. Im Jahr 1966 wurde das Geläute um die kleinste Glocke ergänzt, die Taufglocke. Nachdem die zweite Glocke einen Riss bekommen hatte, wurde sie im Jahr 2004 erneut gegossen.
Disposition: 
- Glocke 1: h°, „Wachet auf, ruft uns die Stimme“, 1949
- Glocke 2: cis′, „Ehre sei Gott in der Höhe und Frieden auf Erden und den Menschen ein Wohlgefallen“, 2004
- Glocke 3: e′, „Du sollst anbeten Gott, deinen Herrn, und ihm allein dienen“, 1949
- Glocke 4: fis′, „Jesus Christus gestern und heute und derselbe auch in Ewigkeit“, 1949, Bachert
- Glocke 5: gis′, Taufglocke, „Lasset die Kinder zu mir kommen“, 1966